# Clayton, New Jersey
Clayton är en kommun av typen borough i Gloucester County i New Jersey. Vid 2020 års folkräkning hade Clayton 8 807 invånare.